# Królestwo Leónu
Królestwo Leónu (łac. Regnum Legionense, ast. Reinu de Llión, hiszp. Reino de León) – królestwo chrześcijańskie, powstałe w 910 roku jako sukcesor królestwa Asturii, położone w centralnej i północno-zachodniej części Półwyspu Iberyjskiego. Początkowo samodzielne, a następnie (z nieznacznymi przerwami) związane unią personalną z Kastylią.

## 540–910 Czasy sprzed królestwa

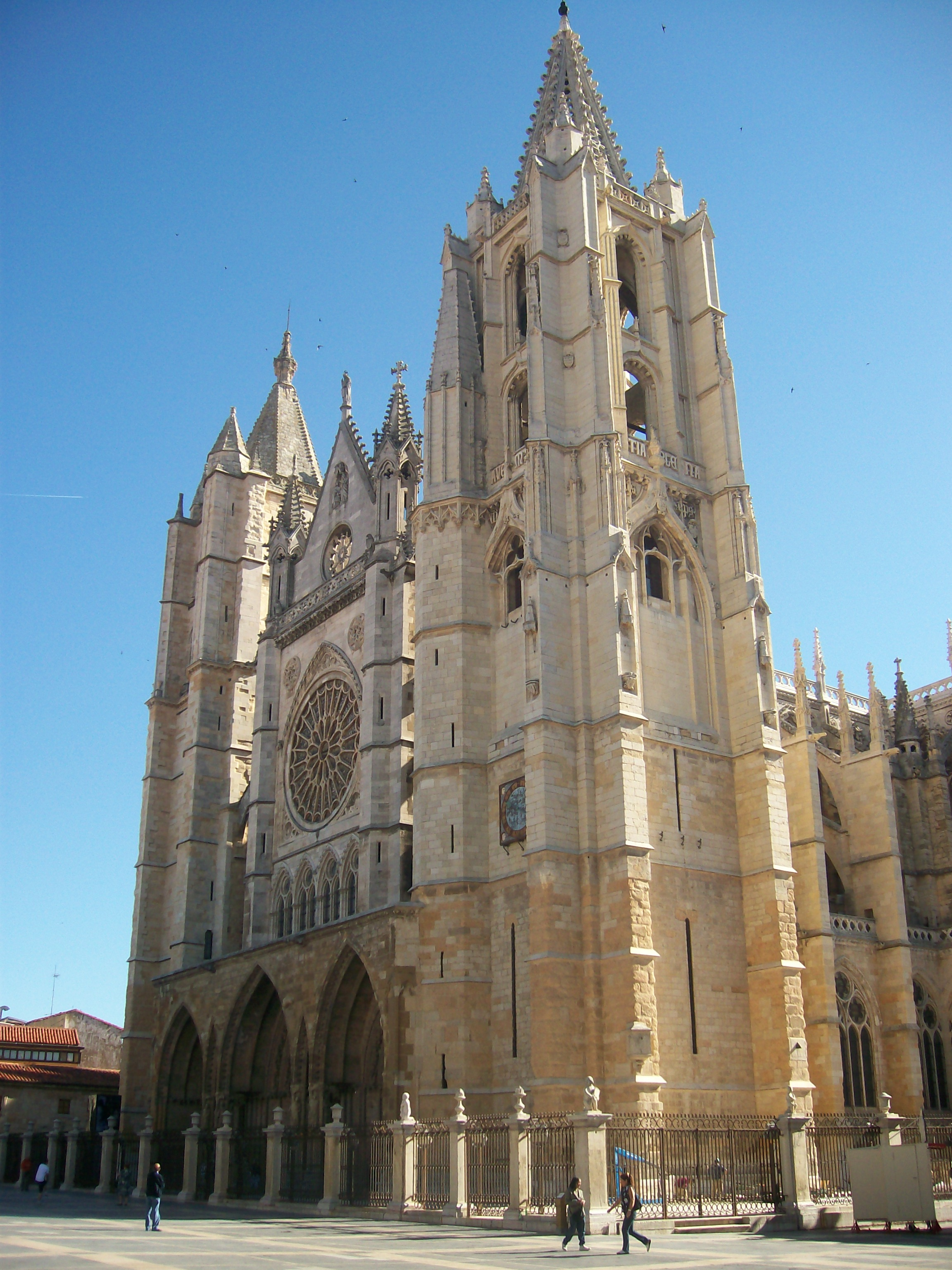
Katedra w Leónie

Miasto León zostało założone przez Siódmy Legion Rzymski i początkowo pełniło funkcje siedziby dowództwa legionu oraz centrum handlu złotem wydobywanym w pobliskich kopalniach Las Médulas. W 540 miasto zostało podbite przez króla ariańskich Wizygotów, Leowigilda, który nie uciskał mieszkającej tam społeczności katolickiej, chociaż najwcześniejsze imiona z listy biskupów Leónu zdają się być raczej legendarne niż prawdziwe. 
W 717 miasto zostało stracone na rzecz Maurów, jednak nie dane mu było być świadkiem przekształcenia się państwa muzułmańskiego w Emirat Kordoby, ponieważ zostało odbite w 742 przez Królestwo Asturii w ramach Rekonkwisty. Było wówczas małym miastem, jednak dobrze obwarowanym za sprawą nowoczesnych murów obronnych stworzonych z ulepszenia poprzednich, rzymskich.

## 910–1065Założenie królestwa i krótkotrwała unia

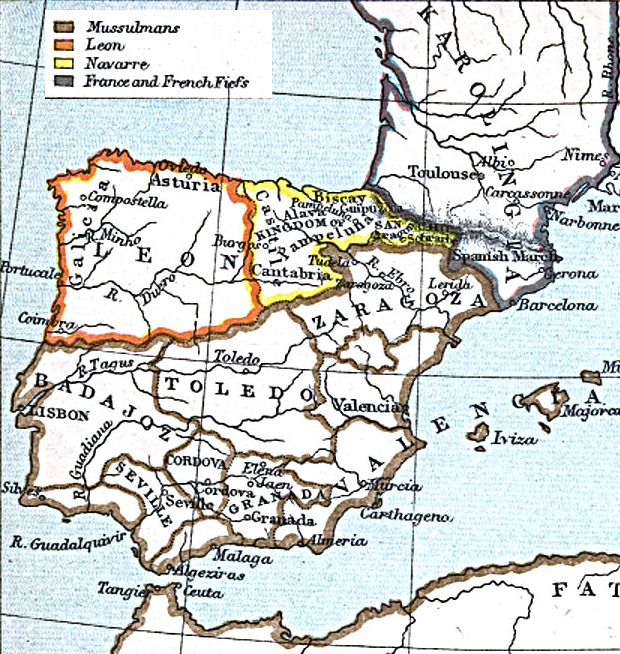
Królestwo Leónu w 1030 roku (pomarańczowe granice)

Królestwo Leónu zostało ustanowione w 910, kiedy władcy Asturii przenieśli swoją główną twierdzę znad północnego wybrzeża półwyspu z Oviedo do Leónu, a król Asturii Alfons III Wielki każdemu z trzech synów przydzielił część swojego państwa:  
- Królestwo León, w którym rządy w objął Garcia I (zm. 914),
- Królestwo Galicji; jego władcą został brat Garcii Ordoño II, który po śmierci brata przejął po nim funkcję króla Leónu; Ordoño II zmarł w 924 roku,
- Królestwo Asturii, którego władcą został trzeci z braci, Fruela II, od 924 roku jednocześnie król Galicji i León.

W efekcie państwo zostało ponownie zjednoczone pod jednym berłem, lecz nazwa Asturia zanikła na rzecz León, pochodzącą od nazwy nowej stolicy.     

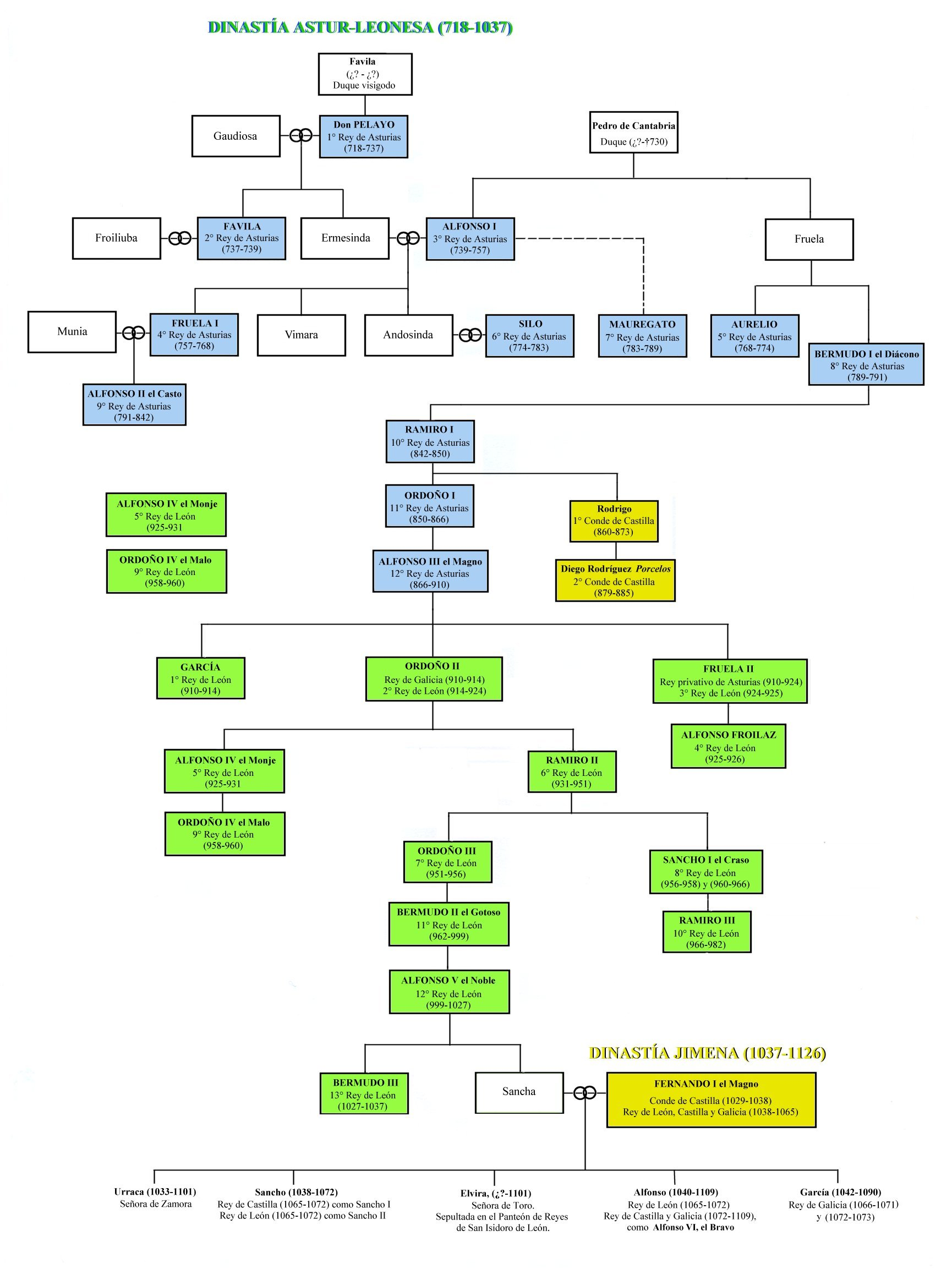
Chronologia i genealogia królów Asturii i León

Królestwo León szybko rozpoczęło intensywną ekspansję w kierunku południowym i wschodnim, zabezpieczając świeżo zdobyte tereny licznymi zamkami. Hrabstwo Burgos, jedno z hrabstw ustanowionych na nowych ziemiach, rozpoczęło za rządów hrabiego Fernánda Gonzáleza, kampanię ekspansji, ogłaszając w końcu niezależność. Hrabia obwołał się władcą Kastylii i kontynuował swoje podboje kosztem Leónu zawierając sojusz z Kalifatem Kordoby. Ten stan rzeczy trwał do 966, kiedy królowi Leónu Sancho I Grubemu udało się powstrzymać muzułmanów. 
Bezustanna rywalizacja między Leonem i Kastylią spowodowała ich osłabienie, które mogło zostać łatwo wykorzystane przez innych. Sancho Wielki, król Nawarry (ok. 1000–1035) w latach dwudziestych XI wieku podbił Kastylię, a następnie León podczas krótkiej kampanii roku 1034, zostawiając chwilowo Galicję niepodległą. To potężne królestwo rozpadło się jednak po jego śmierci, a jego syn Ferdynand przejął jedynie hrabstwo Kastylii. Jednak już dwa lata później, w 1037, podbił León i Galicję. Przez prawie trzydzieści lat, do roku 1065, rządził połączonymi królestwami Leónu-Kastylii.
Bezpośrednio na południe od Leónu leżał bogaty Kalifat Kordoby. Wewnętrzne nieporozumienia i spory podzieliły go w XI wieku na słabe, niepodległe królestwa, tzw. taifas, tworząc sytuację, w której zubożali chrześcijanie wcześniej płacący haracz kalifowi, teraz mogli domagać się zapłaty (parias) za przysługi oddawane osobnym frakcjom lub po prostu samemu wymuszając opłaty za ochronę. Pomimo że wpływała na niego mauryjska kultura terenów wcześniejszego Kalifatu, Ferdynand I zdecydował się brać przykład z Hrabstwa Barcelony i Królestwa Aragonii i wzbogacił się biciem złotych monet. Kiedy zmarł w 1065, jego ziemie i parias zostały podzielone między trójkę jego synów. Po bratobójczej walce, po początkowych sukcesach Sancha II, wygrał Alfons VI.

## 1066–1230Czasy Rekonkwisty, ponowny rozpad i unia z Kastylią

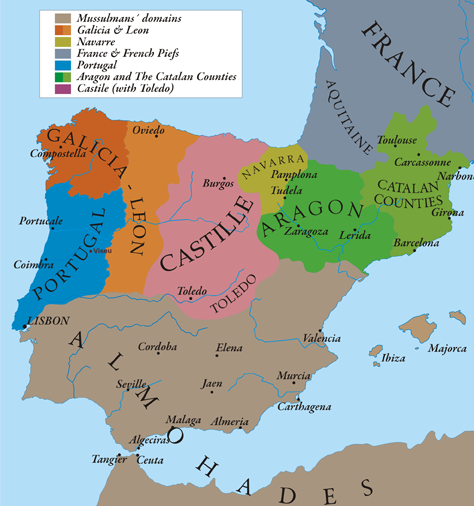
Królestwo Leónu w 1210 roku (pomarańczowe granice)

Zdobycie Toledo (6 maja 1085) przez Alfonsa VI był punktem zwrotnym w rozwijaniu się Leónu-Kastylii oraz kolejnym kamieniem milowym w procesie Rekonkwisty. Chrześcijanie żyjący pod rządami muzułmanów na Al-Andalusie przenieśli się w kierunku północnym, aby zaludnić opustoszałe ziemie przygraniczne, przynosząc ze sobą pozostałości kultury wizygockiej i klasycznej oraz propagując nową ideologię Rekonkwisty jako krucjaty przeciwko Maurom. Współcześni historycy uważają upadek Toledo jako powód ogromnej zmiany stosunków chrześcijan z mauryjskim południem, zmieniając je z wymuszania corocznego trybutu w ekspansję terytorialną. Alfons został wciągnięty w lokalne konflikty polityczne Toledo oraz zmuszony do zmierzenia się z nieznanymi mu problemami, jak obstawianie garnizonów pomniejszych twierdz muzułmańskich, które przeszły w jego ręce wraz z miastem, czy mianowaniem biskupa. Rola króla chrześcijańskiego, teraz zarządzającego subtelnymi, miejskimi, muzułmańskimi poddanymi, została więc gruntownie zrewidowana.
W 1097 w nabrzeżnej prowincji atlantyckiej zostało utworzone hrabstwo Portucale ze stolicą w Porto, które w 1139 r. oddzieliło się jako niepodległe Królestwo Portugalii. Królestwo Leónu-Kastylii zostało ponownie rozdzielone w 1157, po śmierci Alfonsa VII między jego dwóch synów. Królem Leónu i Galicji został Ferdynand II, a królem Kastylii Sancho III. Oba królestwa zostały ponownie zjednoczone w 1230 przez Ferdynanda III Świętego po wygaśnięciu linii kastylijskiej. W 1217 r., będąc następcą tronu Leónu Ferdynand objął  tron Kastylii, a po śmierci ojca, Alfonsa IX został też królem Leónu. Pomimo że królowie Kastylii dalej uznawali tytuł króla Leónu jako swój tytuł nadrzędny i używali lwa w swoich sztandarach, historia Leónu po 1230 jest już historią królestwa Kastylii. Po zjednoczeniu Hiszpanii w XVI wieku, tytuł króla Leónu zachował się w oficjalnej tytulaturze władców Hiszpanii aż do XIX wieku.
Dzisiejsza prowincja Leónu została ustanowiona w 1833. Ziemie niegdyś należące do tego królestwa teraz wchodzą w skład autonomicznych społeczności Kastylii-Leónu, Extremadury oraz Portugalii.